# José Herrero
José Herrero ( Quequén, provincia de Buenos Aires, Argentina, 31 de agosto de 1912 - Buenos Aires, Argentina, 1 de julio de 2001 ), cuyo nombre era José Ramón Herrero, fue un actor de cine y radio.

## Carrera artística
Fue llevado por sus padres a Buenos Aires a corta edad y pronto comenzó a trabajar en Radio Splendid integrando la Compañía Juvenil de Arte, un grupo en el que estaban, entre otros, Delia Garcés, Alita Román, Inés Edmonson y su hermana Queca Herrero. La compañía teatralizaba poemas y tangos con libretos de Carlos Hugo Christensen y Francisco José Muñoz Azpiri. 
Debutó en cine en 1939 trabajando en El Loco Serenata, dirigido por Luis Saslavsky, La vida de Carlos Gardel, de Alberto de Zavalía, Atorrante (La venganza de la tierra) con dirección de Enrique de Rosas e ...Y mañana serán hombres , dirigido por Carlos Borcosque.
Merced a su amistad con Christensen, se desempeñó como ayudante de dirección primero y como asistente de dirección después en varios filmes. Estuvo luego un lapso de 20 años alejado del medio y retornó en 1968
trabajando como asistente de dirección para Julio Porter en La casa de Madame Lulú y continuó asistiéndolo en otros filmes.
Estuvo radicado varios años en Lima y falleció en Buenos Aires el 1 de julio de 2001.

## Filmografía
Actor
- Los martes, orquídeas … (1941)
- El mejor papá del mundo … (1941)
- El Loco Serenata … (1939)
- La vida de Carlos Gardel … (1939)
- Atorrante (La venganza de la tierra) … (1939)
- ...Y mañana serán hombres … (1939)

Asistente de dirección
- El extraño del pelo largo … (1970)
- El mundo es de los jóvenes … (1970)
- ¡Qué noche de casamiento! … (1969)
- Deliciosamente amoral … (1969)
- La casa de Madame Lulú … (1968)
- El misterioso tío Silas … (1947)

Ayudante de dirección
- Los verdes paraísos … (1947)
- La señora de Pérez se divorcia … (1945)
- El canto del cisne … (1945)
- Las seis suegras de Barba Azul … (1945)
- La pequeña señora de Pérez … (1944)
- Safo, historia de una pasión … (1943)
- Dieciséis años … (1943)
- La novia de primavera … (1942)
- Los chicos crecen … (1942)
- Noche de bodas … (1942)
- Águila Blanca … (1941)